# Hertog Hendriklaan 1 (Baarn)
Villa Sunny Home aan de Hertog Hendriklaan 1 is een gemeentelijk monument in Baarn in de provincie Utrecht. Het huis staat in het Wilhelminapark dat onderdeel is van  rijksbeschermd dorpsgezicht Prins Hendrikpark e.o..

## Oorsprong
Villa Sunny Home is rond 1910 gebouwd en is vrijwel identiek aan de villa aan de Hertog Hendriklaan 17. Beide villa's bestaan uit een eclectische stijlmengeling met overwegend elementen uit de neorenaissance en enkele elementen ontleend aan de jugendstil. De villa's hebben beide twee gevels die naar twee verschillende straten staan gericht. Nummer 1 staat gericht op zowel de Wilhelminalaan als op de Hertog Hendriklaan. Nummer 17 staat zowel gericht op de Amsterdamsestraatweg als op de Hertog Hendriklaan.
Deze villa heeft een dubbele oprijlaan, beide uitkomend aan de Hertog Hendriklaan. De tuin is omgeven met een (nog origineel) rondbooghek. De posten van de entree zijn achtzijdig.

## Bewoning
De villa werd in 1917 bewoond door familie A.J. Thomassen à Theussink van der Hoop van Slochteren.